# Gachal
Gachal (hebrejsky גח״ל‎, což je akronym celého názvu Guš Cherut-Liberalim, hebrejsky: גוש חרות-ליברלים‎, doslova „Blok Svoboda-Liberálové“) byla hlavní izraelská pravicová politická strana založená v roce 1965, která se v roce 1973 sloučila ve stranu Likud.

## Pozadí
Gachal byl vytvořen v roce 1965 jako aliance Cherutu a Liberální strany před koncem funkčního období pátého Knesetu v rámci přípravy na parlamentní volby téhož roku. Tato aliance spojila jediné dvě pravicové strany zastoupené v tehdejším Knesetu, které měly obě toho času sedmnáct mandátů. Liberální strana vznikla až v roce 1961 sloučením Všeobecných sionistů a Progresivní strany.
Někteří bývalí členové Liberální strany však aliancí s Cherutem nebyli nadšení, neboť tuto stranu a jejího předsedu, Menachema Begina, považovali za příliš pravicové. V důsledku toho vystoupilo sedm poslanců Liberální strany a založili Nezávislé liberály, kteří později vstoupili do levicové strany Ma'arach. I tak šel Gachal do voleb v roce 1965 s 27 mandáty, jen o sedm méně než strana Mapaj, která v Izraeli vládla již od jeho založení (Mapaj byla posléze oslabena odchodem osmi poslanců v čele s Davidem Ben Gurionem, kteří založili stranu Rafi).
Do prvních voleb v roce 1965, ve kterých strana získala 26 mandátů vedl stranu Menachem Begin. Její volební úspěch však byl zastíněn levicovou stranou Ma'arach (nově vzniklou aliancí stran Mapaj a Achdut ha-avoda), která získala 46 mandátů. Během funkčního období Knesetu byl Gachal oslaben odchodem tří poslanců, kteří posléze založili stranu Svobodného středu.
Během šestidenní války byl Gachal přizván premiérem a předsedou strany Ma'arach, Levi Eškolem, do vlády národní jednoty. Strana zůstala součástí vlády i po válce a zůstala i poté, co se po Eškolově smrti v roce 1969 stala premiérkou Golda Meirová.
Ve volbách v roce 1969 strana opět získala 26 mandátů, ale znovu byla ještě více zastíněna stranou Ma'arach, která získala 56 mandátů, což je dodnes vůbec nejlepší výsledek politické strany v izraelských dějinách. I přesto byl Gachal opět přizván do vlády národní jednoty, kterou však v roce 1970 opustil poté, co vláda oznámila svou podporu Rogersovu plánu. Vláda později svou podporu plánu stáhla, ale Gachal se již nevrátil.
Před volbami v roce 1973 se Gachal sloučil s několika menšími pravicovými stranami, včetně strany Svobodného středu, Národní kandidátky (malé strany založené Ben Gurionem poté, co opustil Rafi) a neparlamentního Hnutí za Velký Izrael. Nová strana získala název Likud, což v hebrejštině znamená jednota.
Přestože Gachal ve volbách v roce 1973 Ma'rach nedokázal porazit, v následujících volbách v roce 1977 se to povedlo jeho nástupci, straně Likud, čímž se poprvé v dějinách státu dostala k moci pravice.

## Členové Knesetu
| Kneset (počet poslanců) | členové Knesetu |
| ----------------------- | --- |
| 5. (27)                 | Zalman Abramov, Arje Altman, Binjamin Arditi, Binjamin Avni'el, Jochanan Bader, Menachem Begin, Arje Ben Eli'ezer, Perec Bernstein, Chajim Kohen-Meguri, Aharon Goldstein, Jicchak Klinghoffer, Josef Kremerman, Chajim Landau, Nachum Levin, Elijahu Meridor, Ja'akov Meridor, Šlomo Perlstein, Ester Razi'el-Na'or, Elimelech Rimalt, Josef Sapir, Josef Serlin, Šabtaj Šichman, Josef Šofman, Eli'ezer Šostak, Avraham Ti'ar, Baruch Uzi'el, Cvi Zimmerman                                                                       |
| 6. (26 –4)              | Zalman Abramov, Binjamin Avni'el, Jochanan Bader, Menachem Begin, Arje Ben Eli'ezer, Chajim Kohen-Meguri, Aharon Goldstein, Jicchak Klinghoffer, Josef Kremerman, Chajim Landau, Elijahu Meridor*, Ja'akov Meridor, Šlomo Perlstein, Ester Razi'el-Na'or, Elimelech Rimalt, Josef Sapir, Josef Serlin, Josef Šofman, Mordechaj Chajim Stern, Josef Tamir, Baruch Uzi'el, Menachem Jedid, Cvi Zimmerman – Eliezer Šostak, Šmu'el Tamir, Avraham Tiar, Šlomo Kohen-Cidon* (nahradil Elijahu Meridora) (přešel do ha-Merkaz ha-chofši) |
| 7. (26)                 | Zalman Abramov, Joram Aridor, Jochanan Bader, Menachem Begin, Arje Ben Eli'ezer (nahrazen Gid'onem Patem), Chajim Korfu, Simcha Erlich, Aharon Goldstein, Binjamin Halevi, Avraham Kac, Ben Cijon Kešet, Jicchak Klinghoffer, Josef Kremerman, Chajim Landau, David Levy, Dov Milman, Ja'akov Nechoštan, Moše Nisim, Ester Razi'el-Na'or, Elimelech Rimalt, Josef Sapir (nahrazen Matitjahu Droblesem), Josef Serlin, Avraham Šechterman, Josef Tamir, Menachem Jedid, Cvi Zimmerman                                                |